# Audible
Audible — це американський онлайн-сервіс аудіокниг і подкастів, який дозволяє користувачам купувати, слухати та розповсюджувати аудіокниги та інші форми аудіоконтенту. Цей контент можна придбати окремо або за підписку, яка надає доступ до підібраної бібліотеки контенту та «кредити», які щомісяця можна обмінювати на аудіокниги. Audible є найбільшим у Сполучених Штатах виробником і розповсюджувачем аудіокниг. Audible повністю належить компанії Amazon.com, Inc., зі штаб-квартирою в Ньюарку, Нью-Джерсі.  

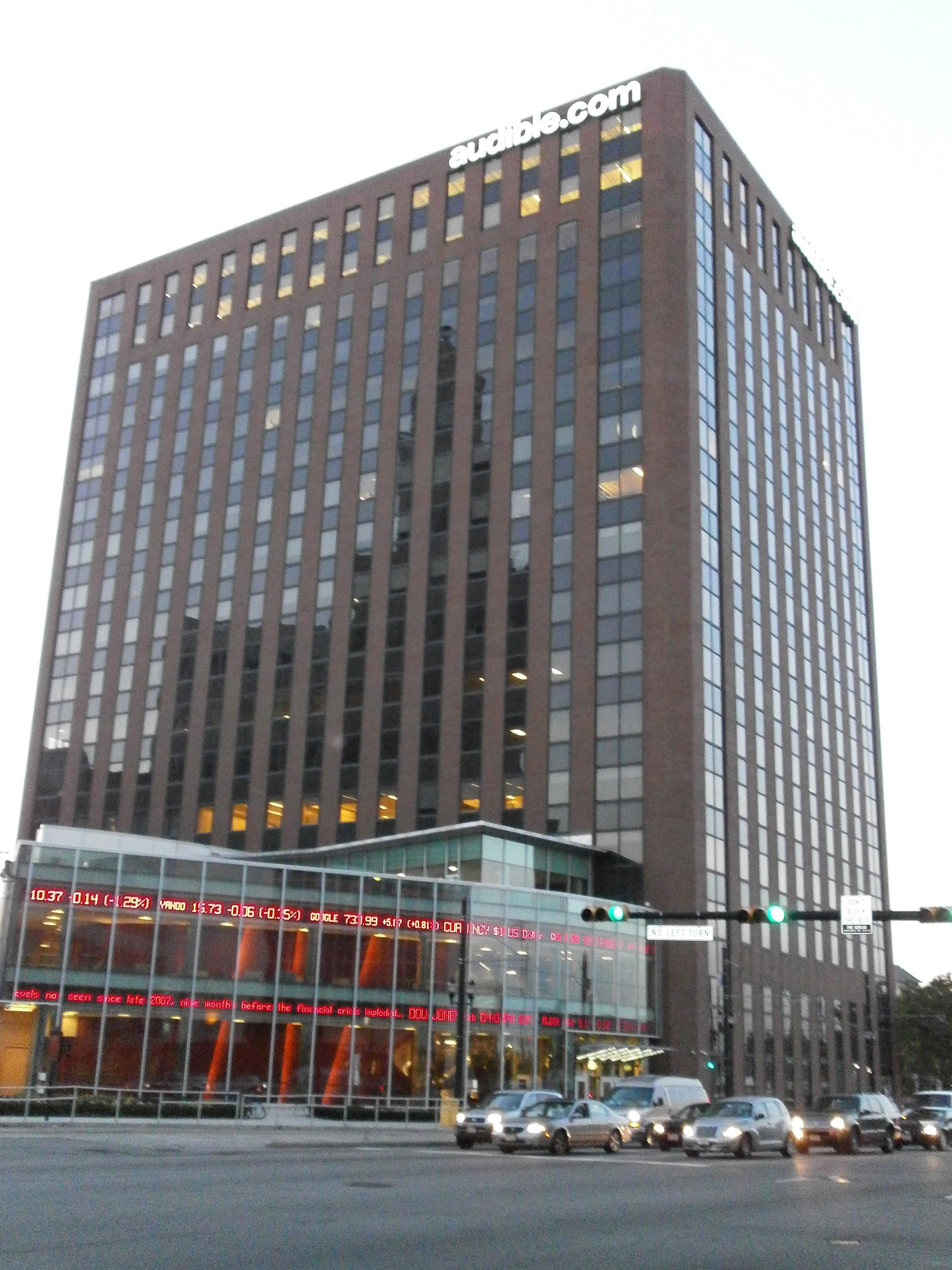
Штаб-квартира One Washington Park у Ньюарку, Нью-Джерсі

## Контент і ціни
Станом на 2024 рік Audible має величезну бібліотеку з понад 1 мільйона аудіокниг. На Audible присутні книги всіх жанрів, а також радіошоу (класичні та сучасні), промови, інтерв’ю, стендап-комедії та аудіоверсії періодичних видань, таких як The New York Times і The Wall Street Journal.
Сервіс пропонує два рівні місячної підписки «Premium Plus» за 14,95 долара на місяць і «Plus» за 7,95 долара. Рівень «Plus» не надає щомісячних кредитів. Обидва рівні включають доступ до підібраного каталогу аудіокниг, подкастів та інших оригінальних творів, який містить понад 70 000 найменувань, доступних для необмеженого прослуховування. Цей каталог оновлюється щотижня.
Щойно клієнт придбав аудіокнигу, вона залишається в його бібліотеці та її можна завантажити та послухати в будь-який час.  

## Підтримка пристроїв
Audible підтримує всі основні платформи, такі як Windows, Mac, iOS, Android і Kindle, охоплюючи різні бренди персональних комп’ютерів, мобільних телефонів і розумних пристроїв, таких як smart TV, розумні колонки, автомобільні мультимедійні системи та пристрої спеціальних можливостей. 

## Управління цифровими правами
Формат файлу .aa від Audible інкапсулює звук, закодований у MP3 або у мовному кодеку ACELP, але має захист від неавторизованого відтворення за допомогою імені користувача та пароля Audible, які можна використовувати на чотирьох комп’ютерах і трьох смартфонах одночасно. Також Audible надає ліцензії для шкіл і бібліотек.

## Ринкова потужність
Audible керує біржею створення аудіокниг, яка дозволяє окремим авторам та видавцям працювати з професійними акторами та продюсерами для створення аудіокниг, які потім розповсюджуються на Amazon і iTunes. Зараз послуга доступна для жителів США, Великобританії, Канади та Ірландії.  Audible випускає близько 10 000 найменувань на рік і, можливо, є найбільшим роботодавцем акторів у Нью-Йорку. 

## Зовнішні посилання
- Офіційний сайт